# Municipio Ozumba
Koordinaten: 19° 2′ 21″ N, 98° 47′ 37″ W
Ozumba ist ein Municipio im mexikanischen Bundesstaat México. Es gehört zur Zona Metropolitana del Valle de México, der Metropolregion um Mexiko-Stadt.
Das Municipio hatte beim Zensus 2010 27.207 Einwohner, seine Fläche beläuft sich auf 46,3 km². Verwaltungssitz und größter der 16 Orte des Municipios ist Ozumba de Alzate mit 16.700 Einwohnern. Weitere Orte mit mehr als 2.000 Einwohnern sind San Mateo Tecalco, San Vicente Chimalhuacán und Santiago Mamalhuazuca. 

## Geographie
Das Municipio liegt im Südosten des Bundesstaates México auf etwa 2200 bis 2700 Metern Höhe. 90 % der Fläche des Municipios wird landwirtschaftlich genutzt.
Ozumba grenzt an die Municipios Tepetlixpa, Juchitepec, Amecameca und Atlautla sowie an den Bundesstaat Morelos.